# Norbert Meisner
Norbert Meisner (* 7. November 1942 in Berlin) ist ein deutscher SPD-Politiker.

## Beruflicher Werdegang
Nach seinem Abitur 1962 studierte er klassische Philologie und evangelische Theologie in Berlin und Bonn und war hiernach kurzzeitig als Lehrer tätig. Es folgte 1972 seine Promotion zum Dr. theol. mit der Dissertation Untersuchungen zum Aristeasbrief. Von 1971 bis 1975 war er als Referent beim Senator für Familie, Jugend und Sport tätig und übernahm hiernach eine Stelle als wissenschaftlicher Assistent an der Pädagogischen Hochschule und an der Freien Universität Berlin, die er bis 1981 ausübte. Hiernach war er bis 1989 Studienleiter beim Jugendsozialwerk e. V.

## Politische Tätigkeit
Seit 1963 ist Meisner Mitglied der SPD und war dort unter anderem Kreisvorsitzender in Zehlendorf (1976–1982) und stellvertretender Landesvorsitzender der Berliner SPD (1982–1989). Während dieser Zeit war er zudem von 1978 bis 1979 auch Bezirksverordneter in Zehlendorf. Seit 1974 ist er Mitglied der Internationalen Liga für Menschenrechte.
1985 wurde er ins Abgeordnetenhaus von Berlin gewählt, legte jedoch sein Mandat nach seiner Ernennung zum Senator für Finanzen am 16. März 1989 unter Walter Momper in Berlin nieder. Nach dem Rücktritt Michaele Schreyers im November 1990 übernahm er zusätzlich das Ressort Umwelt und Stadtentwicklung, das er kommissarisch bis zur Wahl am 2. Dezember 1990 ausübte. Nach dem Amtswechsel von Walter Momper zu Eberhard Diepgen (CDU) am 24. Januar 1991 blieb Meisner zwar Senator, wechselte aber ins Ressort Wirtschaft und Technologie und verblieb dort bis Januar 1996. Hiernach schied er auf eigenen Wunsch aus dem Senat aus.